# ويلهلم ريزينغر
ويلهلم ريزينغر (بالألمانية: Wilhelm Reisinger)‏ هو لاعب كرة قدم ألماني في مركز الهجوم، ولد في 30 يونيو 1958 في Pösing ‏ في ألمانيا. شارك مع منتخب ألمانيا تحت 18 سنة لكرة القدم. أما مع النوادي، فقد لعب مع بايرن ميونخ وتنس بوروسيا برلين وشتوتغارت كيكرز وكيه في ميخيلين.

## وصلات خارجية
- ويلهلم ريزينغر على موقع قاعدة بيانات كرة القدم.إي يو (الإنجليزية)
- ويلهلم ريزينغر على موقع بيانات كرة القدم. دي إي (الألمانية)
- ويلهلم ريزينغر على موقع عالم كرة القدم.نت (الإنجليزية)